# 金沢市立野町小学校
金沢市立野町小学校（かなざわしりつ のまちしょうがっこう、英語: Kanazawa Municipal Nomachi Elementary School）は、かつて石川県金沢市野町に存在した公立小学校。
2014年に金沢市立弥生小学校と共に金沢市立泉小学校へ統合された。後継の泉小学校が2017年4月に新校舎へ移転した後の旧野町小学校校舎は、改修・一部増築が施されたのち、2021年8月に金沢未来のまち創造館となった。

## 特色
2008年7月28日に発生した浅野川の水害と、小中学生による復旧作業を教訓に、金沢市では7月28日を「全市児童生徒ボランティアの日」に指定してボランティア活動を推進している。野町小学校では弥生小学校・中村町小学校・泉中学校と連携した活動が行われていた。また、2009年には地域の伝統文化の保存継承を主な取り組みとして、ユネスコスクールに認定された。
著名な出身者として室生犀星がいる。

## 沿革
《主要な出典：》
- 1872年9月（明治5年8月）[注釈 1] - 第二大学区第一中学区第八小学区[6]において野町元区学校[7]として創立。
- 1873年（明治06年）
  - 3月 - 従来の区学校を小学校に改め[8]、野町元区学校は第二大学区第一中学区一番小学校[9][10]となる。
  - 5月 - 一番小学校を寺町小学校とする[11]。
- 1874年（明治07年）3月 - 寺町小学校を野町小学校と改称[12]。
- 1876年（明治09年）9月 - 女児就学のために清貞小学校を野町に創設。
- 1884年（明治17年）7月 - 野町小学校を成始小学校と改称[13]。
- 1885年（明治18年）4月 - 清貞小学校を野町女児小学校、成始小学校を野町男児小学校[14]とそれぞれ改称。
- 1887年（明治20年）4月 - 野町男児小学校を尋常科簡易科野町南小学校[15]、野町女児小学校を尋常科簡易科野町北小学校[15]とそれぞれ改称。
- 1891年（明治24年）
  - 4月 - 野町北小学校を野町南小学校に吸収合併[16]。
  - 11月 - 三間道において新築した校舎が落成。
- 1892年（明治25年）3月15日 - 尋常科野町南小学校を野町尋常小学校と改称[17]。
- 1909年（明治42年）8月22日 - 新築落成式挙行[18]。
- 1918年（大正07年）4月1日 - 野町第二尋常小学校（女児小学校）が創設され、野町尋常小学校は男児小学校となる[19]。
- 1926年（大正15年）
  - 3月 - 野町尋常小学校（男児）および野町第二尋常小学校（女児）を廃止、改めて野町尋常小学校となる[20]。
  - 4月1日 - 高等科が併置されて、これに伴い通学区域が全市となる[21]。野町尋常高等小学校と改称。
- 1932年（昭和07年）5月24日 - 火災により校舎が焼失[22]。
- 1934年（昭和09年）4月 - 新校舎落成。
- 1941年（昭和16年）4月1日 - 国民学校令実施に伴い、金沢市立野町国民学校と改称。
- 1947年（昭和22年）4月1日 - 学制改革により金沢市立野町小学校と改称。所在地：金沢市三間道2番地[23][24]。
- 1949年（昭和24年）4月 - 野町小学校弥生分校を設置。
- 1950年（昭和25年）10月 - 弥生分校が独立し、金沢市立弥生小学校設立。
- 1951年（昭和26年）10月 - 創立80周年記念式典挙行。
- 1952年（昭和27年）9月 - 校歌制定（室生犀星作詞、平井康三郎作曲）。
- 1971年（昭和46年）10月 - 創立100周年記念式典挙行。
- 1977年（昭和52年）11月25日 - 校舎落成式挙行[25]。
- 1981年（昭和56年）10月 - 創立110周年記念式典挙行。
- 1991年（平成03年）10月 - 創立120周年記念式典挙行。
- 2009年（平成21年）7月14日 - ユネスコスクール認定[4]。
- 2014年（平成26年）
  - 3月27日 - 閉校記念式典を挙行[26]。
  - 4月1日 - 児童数の減少を受けて金沢市立弥生小学校と統合。新設された金沢市立泉小学校に野町小学校の校舎が転用された[27][注釈 2]。同日、金沢市立野町小学校を廃止[28]。